# Anastrepha anomoiae
Anastrepha anomoiae
 es una especie de insecto díptero que Allen L.Norrbom describió científicamente por primera vez en 2002. Esta especie pertenece al género Anastrepha de la familia Tephritidae.  